# Cuvat
Cuvat är en kommun i departementet Haute-Savoie i regionen Auvergne-Rhône-Alpes i sydöstra Frankrike. Kommunen ligger i kantonen Annecy-le-Vieux som tillhör arrondissementet Annecy. År 2022 hade Cuvat 1 638 invånare.

## Befolkningsutveckling
Antalet invånare i kommunen Cuvat
| Referens: INSEE |